# Observation naturaliste en psychologie
L'observation naturaliste en psychologie est une méthode de recherche qui implique l'observation directe du comportement humain dans son environnement naturel, sans intervention ni manipulation de la part du chercheur. Elle permet de recueillir des données dans des conditions réelles et non contrôlées, offrant ainsi un aperçu authentique du sujet étudié. Cette approche permet d'étudier le comportement des individus dans des situations réelles et non artificielles, ce qui peut fournir des informations précieuses sur les interactions sociales, les schémas comportementaux, et les dynamiques environnementales. Cette recherche qualitative est particulièrement utile lorsque la recherche en laboratoire est infaisable.

## Origine et exemples
L'observation naturaliste trouve ses origines dans plusieurs disciplines, notamment la psychologie, l'ethnologie, la biologie et l'écologie. En psychologie, cette méthode d'observation tire ses racines des premiers travaux de Wilhelm Wundt, considéré comme le fondateur de la psychologie expérimentale. Wundt et ses élèves ont utilisé l'observation directe pour étudier les processus mentaux et les comportements humains.
Les précurseurs suivants ont joué un rôle majeur dans l'évolution de l’observation naturaliste en psychologie. Ils ont contribué au développement des méthodes d’observation en posant les bases des approches contemporaines de recherche.
Charles Darwin : Le naturaliste britannique Darwin a été l'un des premiers à utiliser l'observation naturaliste dans ses études sur l'évolution et le comportement animal. Son travail, en particulier son observation des animaux dans leur habitat naturel lors de son voyage sur le HMS Beagle, a inspiré l'approche naturaliste en psychologie. Pendant son enfance, Darwin observait son père à diverses reprises et a utilisé ses observations comme point de référence à son éducation.
Wilhelm Wundt : il a développé des techniques d'observation rigoureuses dans son laboratoire à Leipzig, en Allemagne, en encourageant l'observation directe et systématique du comportement humain, notamment par le biais de l'introspection, qui permettaient aux sujets de décrire leurs pensées.
Jean-Martin Charcot : c’est un neurologue français, qui est connu pour ses études sur l'hystérie et l'hypnose. Charcot croyait en l'importance de l'observation directe des patients pour comprendre les maladies neurologiques et psychiatriques. À l'hôpital de la Salpêtrière, où il travaillait, il avait accès à un grand nombre de patients présentant une variété de troubles neurologiques, ce qui lui permettait d'observer et de documenter de manière approfondie les symptômes et les manifestations de ces maladies.
William James : il a contribué à promouvoir l'observation directe et empirique des phénomènes mentaux et comportementaux, ce qui a eu un impact significatif sur le développement ultérieur de la psychologie en tant que discipline scientifique. Sa perspective a ouvert la voie à une approche plus descriptive et phénoménologique de l'étude de l'esprit.
Les travaux suivants ont permis de développer différents domaines et disciplines des sciences humaines et sociales et de la biologie.
Sigmund Freud : il est le fondateur de la psychanalyse, et a utilisé des méthodes d'observation clinique approfondies pour comprendre les processus mentaux inconscients.
Lev Vygotski : Vygotski a mis l'accent sur l'observation des interactions sociales et du développement cognitif dans son travail sur la psychologie du développement. Il a souligné l'importance de l'observation du comportement des enfants dans leur contexte social et culturel pour comprendre comment ils construisent leur compréhension du monde.
Albert Bandura : il est célèbre pour ses travaux notamment sur l'apprentissage social et la théorie de l'apprentissage social cognitif. Ses études sur l'observation directe du comportement humain, ont contribué à une compréhension plus approfondie de la manière dont les individus apprennent et acquièrent de nouveaux comportements.
Serge Moscovici : c’est un psychologue social qui, dans ses études, a utilisé l'observation naturaliste pour examiner le comportement des individus face aux situations sociales, l'établissement et le maintien des normes sociales.

## Exemples d’études naturalistes
Afin d’illustrer l’observation naturaliste, voici quelques exemples concrets :
Emmi Pikler est une pédiatre hongroise qui enseignait l’observation aux parents, elle leur apprenait à regarder. Faire des parents de bons observateurs : voilà ce qui constituait un des aspects essentiels de son travail pendant une dizaine d’années dans sa pratique de pédiatre libérale. Voici ce qu’elle dit, en 1938, aux parents dans son livre : “Il faut avant tout observer l’enfant, il faut faire connaissance avec notre enfant”.
Esther Bick est une médecin psychanalyste britannique : elle devient membre de la British Psychoanalytical Society en 1953 et introduira la formation à l’observation du bébé dans le cursus de tous les étudiants analystes. Par la suite, cette méthode sera intégrée dans la formation de nombreux professionnels de santé.
L’étude de O’Connell, Pepler et Craig : ils ont procédé à l’enregistrement par vidéo de 53 situations de harcèlement à l’école (enfants âgés de 6 à 12 ans). Cette étude a révélé que 57% des pairs ont participé aux harcèlements des enfants. Les observateurs étaient restés en retrait en évitant toute interaction afin de préserver l’authenticité de la situation. Dans le cas contraire, les enfants auraient sûrement adopté une attitude différente.

## Domaines d’étude et applications
L’observation naturaliste est utilisée dans différents domaines de la psychologie : psychologie du développement, psychologie clinique, psychologie sociale, etc. Elle permet d’étudier la relation entre le comportement du sujet et son environnement. Contrairement à d’autres méthodes d’observation, notamment en laboratoire, le comportement est généralement spontané.
Méthode d’échantillonnage
L’échantillonnage consiste, pour les chercheurs, à récupérer une portion représentative d’une population parente facilitant l’analyse ainsi que la généralisation des données qu’elles soient qualitatives ou quantitatives.
Afin de s’assurer que l'échantillonnage réalisé correspond aux différentes caractéristiques de la population parente, le chercheur utilise plusieurs méthodes :
- L’échantillonnage temporel qui consiste à collecter des données à des moments spécifiques. Il peut être notamment utilisé pour observer des changements saisonniers ou analyser des évènements sur une période donnée.
- l’échantillonnage de situation qui implique la sélection d’échantillons en fonction des lieux ou situations spécifiques. Cette méthode peut être utile pour observer des comportements ou phénomènes qui se produisent dans des contextes spécifiques.
- L’échantillonnage d’évènements qui implique la sélection d’échantillons basée sur des occurrences spécifiques ou des évènements. Cette méthode est souvent utilisée pour observer des situations rares ou des incidents spécifiques au sein d’une période donnée[1].

Méthodes de collecte de données
Afin de collecter des données durant son observation, le chercheur dispose de plusieurs méthodes.
L’observation sans support d’enregistrement
Aucun relevé des données n’a lieu durant l’observation. C'est souvent le cas pour l’observation participante où l’observateur ne peut pas être à la fois acteur et enregistrer les données. La notation des données a alors souvent lieu durant les pauses ou après l’observation. Cette méthode permet aux participants de se sentir plus à l’aise et d’avoir des comportements plus naturels et spontanés. En revanche, la fiabilité des données repose entièrement sur la mémorisation de l’observateur qui peut être sélective et subjective.
L’observation papier crayon
Dans cette méthode, le chercheur établit une grille de codage qu’il complète durant l’observation. Cela permet une meilleure fiabilité des données que dans la méthode sans support d'enregistrement, avec un coût financier très faible. En revanche, le nombre de comportements observables est limité, le fait d’écrire pendant l’observation fait perdre de vue la situation au chercheur qui risque de manquer certaines données. La retranscription des données papier vers un support numérique présente une potentielle source d’erreurs.
L’observation avec un ordinateur de poche
Il s’agit d’une version améliorée de la technique papier crayon, remplacée par un ordinateur de poche ce qui permet un gain de temps pour le chercheur mais présente les mêmes inconvénients hormis la retranscription numérique des données.
L’enregistrement audio
Il s’agit d’enregistrer les situations observées à l’aide d’un magnétophone ou d’un dictaphone. Cette technique permet à l’observateur de se concentrer sur la situation et de consulter l’enregistrement après l’observation pour mieux l’analyser. Il doit néanmoins s’assurer que sa voix ne perturbe pas le bon déroulement de l’observation et veiller à la fiabilité de son matériel pour éviter d’éventuels problèmes techniques.
L’observation par enregistrement vidéo
Ce type d’observation consiste à filmer les situations à l’aide d’une ou plusieurs caméras.
Cette technique permet d’analyser finement les comportements grâce au ralenti de l’image et rend les données disponibles pour le chercheur après l'observation. Elle présente néanmoins plusieurs inconvénients : un coût qui peut être élevé si l’on utilise plusieurs caméras, des risques de panne matérielle et un potentiel refus des personnes observées à être filmées.

## Avantages et limites de la méthode
L'observation naturaliste présente plusieurs avantages :
- Les études ont une plus grande validité externe car les données du chercheur proviennent directement de l'observation des sujets dans leur environnement naturel.
- L'observation sur le terrain permet d’accéder à des comportements qui ne pourraient jamais se produire dans un laboratoire, cela permet d'obtenir des informations uniques.
- Le chercheur peut étudier des éléments contraires à l’éthique.

Malgré sa valeur dans certaines situations, l'observation naturaliste comporte un certain nombre d'inconvénients :
- Les études d'observation naturaliste impliquent généralement l'observation d'un nombre limité de paramètres comme l'âge, l'ethnie ou d’autres caractéristiques signifiant que les résultats d'une étude ne peuvent pas être généralisés à la population d’ensemble.
- Les chercheurs ne peuvent pas contrôler les différentes variables comme dans un laboratoire, ce qui rend les études d'observation naturaliste moins fiables et plus difficiles à reproduire.

- Le manque de contrôle sur les variables externes rend également impossible de déterminer la cause des comportements observés par le chercheur.
- Si les sujets savent qu'ils sont observés, leur comportement peut changer[1].